# Jaga. Kosjmar tjomnogo lesa
Jaga. Kosjmar tjomnogo lesa (russisk: Яга. Кошмар тёмного леса) er en russisk spillefilm fra 2020 af Svjatoslav Podgajevskij.

## Medvirkende
- Oleg Tjugunov som Jegor
- Glafira Golubeva som Dasja
- Artjom Zjigulin som Anton
- Svetlana Ustinova som Tatjana
- Marjana Spivak som Julija